# 多罗泰阿市镇

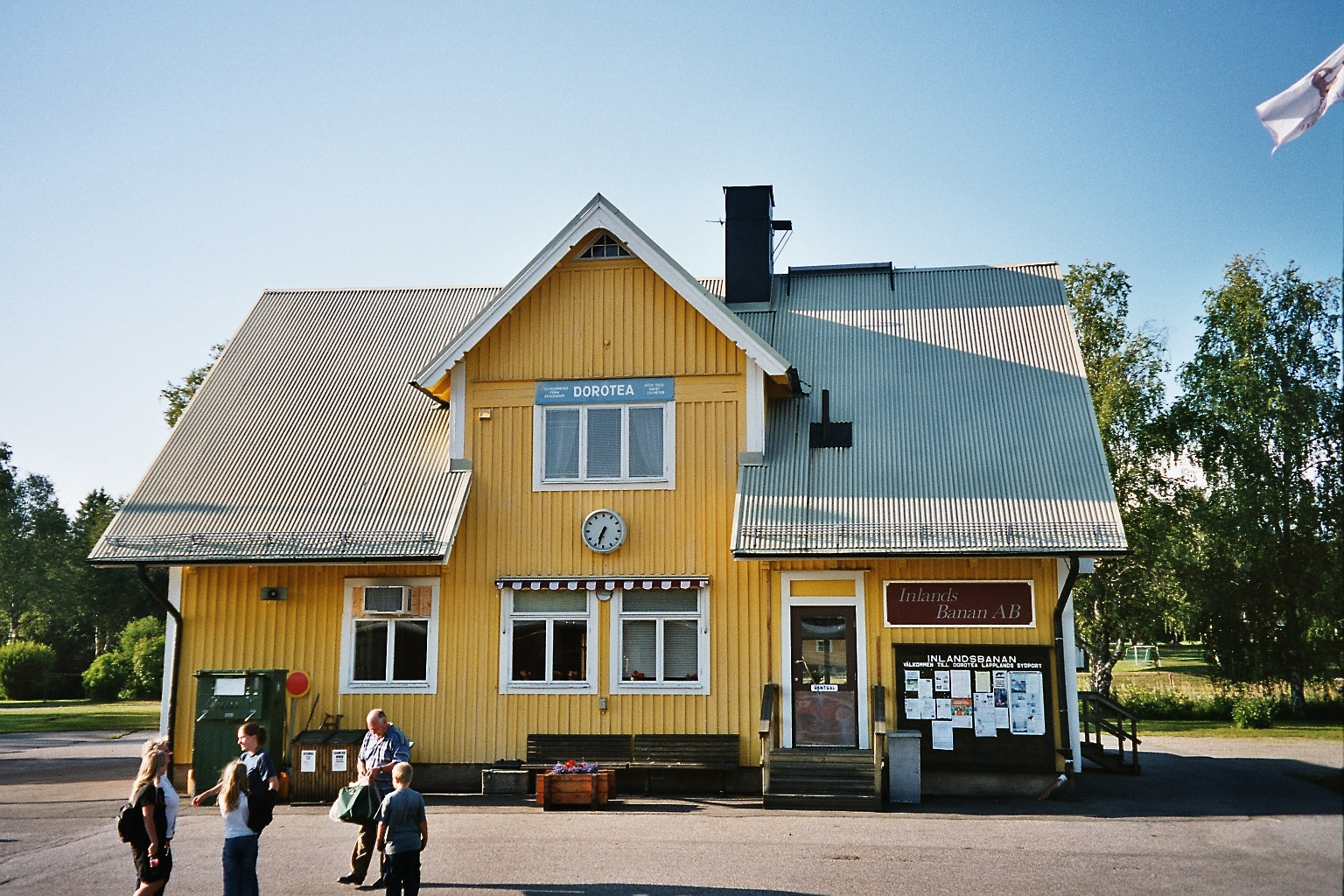
多罗泰阿火车站。

多罗泰阿市镇（瑞典語：Dorotea kommun）是瑞典北部西博滕省的一个市镇。其治所位于多罗泰阿。